# Christian Theodor Holtfodt
Christian Theodor Holtfodt, född 17 oktober 1863 i Kristiania (nuvarande Oslo), död 24 februari 1930, var en norsk militär.
Holtfodt blev officer vid infanteriet 1886, löjtnant vid artilleriet 1890, överste 1908, generalmajor 1912 och kommenderande general för norska armén 1927. Han tjänstgjorde i generalstaben 1891-99, var ledamot i ett flertal kommittéer, bland annat av befästningskommissionen 1899, samt 1905 militärkonsulent vid Karlstadsförhandlingarna. Holtfodt var kommendant på Oscarsborg med Svelvik 1908-12, generalinspektör och chef för fästningsartilleriet 1912-14 samt 1922-30, försvarsminister 1914-19 och generaldirektör för Norges statsbanor 1919-22. Som försvarsminister ledde han med fasthet kraft landet neutralitetsvärn och åtnjöt stort förtroende inom Stortinget.